# 新疆幽灵蛛
新疆幽灵蛛（学名：Pholcus xinjiangensis）为幽灵蛛科幽灵蛛属的动物。在中国大陆，分布于新疆等地。该物种的模式产地在新疆。